# Diamond Dave
Diamond Dave šesti je (LP) studijski album američkog rock vokala i bivšeg pjevača hard rock grupe Van Halen, Davida Lee Rotha koji izlazi u srpnju 2003.g.

Album se snimao u Henson Studios u Hollywoodu, i čitav naglasak od omota do pjesama stavljen je na blues tonove.

## Popis pjesama
1. "You Got The Blues, Not Me" (Chris Youlden)
2. "Made Up My Mind" (Savoy Brown)
3. "Stay While the Night is Still Young" (Chris Youlden)
4. "Shoo Bop" (Steve Miller)
5. "She's Looking Good" (Rodger Collins)
6. "Soul Kitchen" (the Doors)
7. "If 6 Was 9" (Jimi Hendrix)
8. "Tomorrow Never Knows (That Beatles Tune)" (John Lennon, Paul McCartney)
9. "Medicine Man" (David Lee Roth)
10. "Let It All Hang Out" (William David Cunningham)
11. "Thug Pop" (David Lee Roth, John Lowery)
12. "Act One" (David Lee Roth)
13. "Ice Cream Man" (John Brim)
14. "Bad Habits" (William Bruce,Tom Price)

## Popis izvođača
- David Lee Roth (vokal, harmonika, producent)
- Ron Richotte (gitara)
- Toshi Hiketa (gitara)
- Nile Rodgers (gitara)
- Brian Young (gitara)
- James Lomenzo (bas-gitara)
- Tracy Wormsworth (bas-gitara)
- James Hunting (bas-gitara)
- Ray Luzier (bubnjevi, prateći vokali)
- Omar Hakim (bubnjevi)
- Gregg Bissonette (bubnjevi)
- Scott Page (alt saksofon, bariton saksofon)
- Edgar Winter (saksofon)
- Lee Thornburg (truba, trombon)
- Brett Tuggle (klavijature)
- Zac Rae (klavijature)
- Greg Phillinganes (klavir)
- Jaime Sickora (cowbell (klepka,kravlje zvono))
- Nathan Jenkins (producent)
- The Crowell Sisters (prateći vokali)
- Jeremy Zuckerman (gitara, harmonika, Fender Rhodes klavir, orgulje B-3, udaraljke, programator, aranžer, producent, digitalni zapisi, tonski dizajner)
- Alex Gibson (udaraljke (tomovi i timpani), harmonika, prateći vokali, producent, aranžer, miksanje),
- Kevin Mills (aranžer)
- Brian Humphrey (aranžer)
- Brian Gardner (Mastering)
- Neil Zlozower (Fotografija)